# Pachycymbiola scoresbyana
Pachycymbiola scoresbyana is een slakkensoort uit de familie van de Volutidae. De wetenschappelijke naam van de soort werd in 1951 als Miomelon scoresbyanum (maar onjuist gespeld als "scoresbyana") gepubliceerd door Arthur William Baden Powell. De soort werd vernoemd naar het onderzoeksschip "William Scoresby", waarmee het type-exemplaar op 14 januari 1932 werd opgedregd van een diepte van 150 meter in de Argentijnse Zee tussen de Falklandeilanden en Straat Magellaan. Powel geeft een foto van het type-exemplaar.